# Apagada de comunicacions

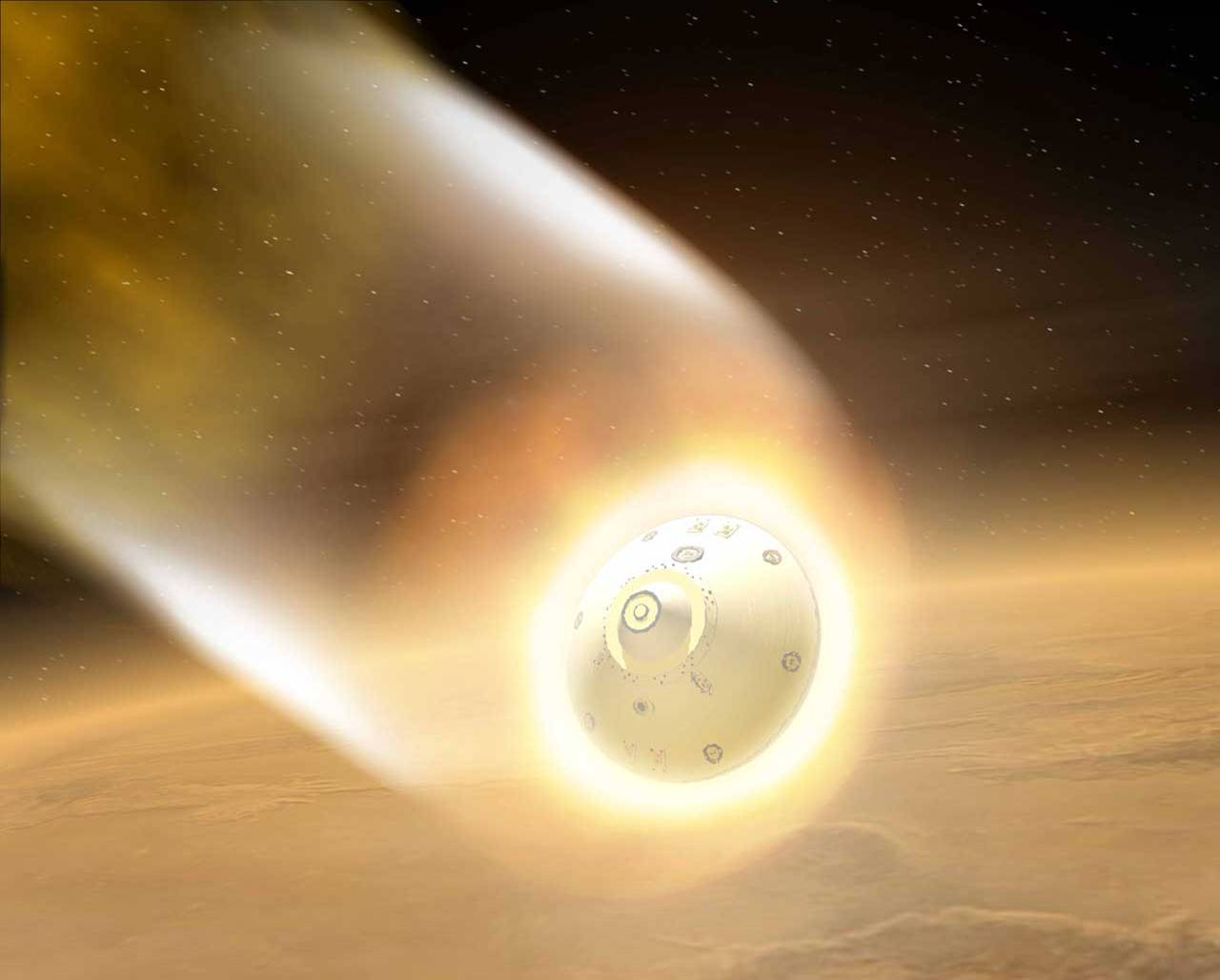
Gas ionitzat creat al voltant d'una nau espacial que entra a l'atmosfera (representació artística)

A les telecomunicacions, les apagades de comunicacions són:
- un cessament de les comunicacions o de la capacitat de comunicacions, causada per una falta d'alimentació a una instal·lació de comunicacions o a un equip de comunicacions.
- una manca total de capacitat de comunicacions de ràdio, causada per anomalies ionosfèriques, per exemple, durant una forta activitat auroral o durant la reentrada d'una nau espacial a l'atmosfera terrestre.

## Errors tècnics
El temps d'activitat és un objectiu clau de la majoria de xarxes de comunicacions, normalment s'utilitzen fonts d'alimentació i generadors de seguretat per garantir una potència d'alta fiabilitat.
Les xarxes sense fil poden estar subjectes a interferències de ràdio; les xarxes cablejades es poden tallar físicament. El disseny de la xarxa també pot tenir un paper en el manteniment de la fiabilitat de les comunicacions; depenent de les limitacions en la construcció d'una xarxa de fibra òptica, es pot emprar una topologia d'anell autoregenerable.

## Reentrada de naus espacials
Les apagades de comunicacions que afecten la reentrada a l'atmosfera terrestre de les naus espacials, que també se coneixen com a apagades de ràdio', apagades d'ionització o apagades de reentrada, són causats per un embolcall d'aire ionitzat al voltant de l'embarcació, creat per la calor de la compressió de l'atmosfera per part de l'embarcació. L'aire ionitzat interfereix amb els senyals de ràdio. Per a les naus espacials Mercury, Gemini i Apollo, aquestes apagades de comunicacions van durar diversos minuts. La Gemini 2, per exemple, va suportar aquesta apagada durant quatre minuts, començant als 9 minuts i 5 segons de la baixada.
Per a les missions Apollo, l'apagada de les comunicacions va durar aproximadament tres minuts. Per a l'Apollo 16, per exemple, les dades d'assessorament previ (PAD) per a la reentrada indicaven que els temps esperats per a l'apagada de les comunicacions de reentrada van ser de 0 minuts 16 segons després de la interfície d'entrada a 3 minuts 33 segons després de la interfície d'entrada (un total de 3 minuts 17 segons). Per a la missió Apollo 13, l'apagada va ser molt més llarga del normal perquè la trajectòria de vol de la nau espacial estava inesperadament en un angle molt més baix del normal. Segons el registre de la missió que manté Gene Kranz, l'apagada de la reentrada de l'Apollo 13 va durar uns 6 minuts, va començar a les 142:39 i va acabar a les 142:45, i va ser 1 minut i 27 segons més llarg. del que s'havia previst.
Les apagades de comunicacions per a la reentrada no es limiten únicament a l'entrada a l'atmosfera terrestre. S'apliquen a l'entrada a qualsevol atmosfera on aquesta ionització es produeixi al voltant d'una nau. El Mars Pathfinder va patir una apagada de les comunicacions de 30 segons quan va entrar a l'atmosfera de Mart, per exemple. La sonda Huygens va patir una apagada de comunicacions quan va entrar a l'atmosfera de Tità.
Fins a la creació del Tracking and Data Relay Satellite System (TDRSS), el transbordador espacial va suportar una apagada de 30 minuts. El TDRSS va permetre que el transbordador es comuniqués per relé amb un Satèl·lit de retransmissió i seguiment de dades durant la reentrada, a través d'un "forat" a l'embolcall d'aire ionitzat a l'extrem de la cua de la nau, creat per la forma del transbordador.

## Space weather
La National Oceanic and Atmospheric Administration mesura les apagades de ràdio terrestres causades per erupcions solars en una escala d'1 (menor) a 5 (extrema).

## Posició solar
Les comunicacions també es poden perdre quan el Sol està bloquejant o darrere d'una estació a la mateixa línia de visió; les interferènies solars interrompen periòdicament les comunicacions amb els satèl·lits geosincrònics. També és un problema comú per a les missions espacials interplanetàries.